# Vadym Meller
Vadym Meller ou Vadim Meller, (em russo:  Вадим Георгиевич Меллер; em ucraniano:  Вадим Георгійович Меллер, 1884–1962) foi um pintor ucraniano-russo soviético, cubista de vanguarda, artista construtivista e expressionista, designer teatral, ilustrador de livros e arquitecto. Em 1925, ele foi premiado com uma medalha de ouro pelo projecto cénico do teatro Berezil 'na Exposition Internationale des Arts Décoratifs et Industriels Modernes (Art Déco) em Paris.

## Biografia
Vadim Meller nasceu em São Petersburgo. Ele era o segundo filho de um alto funcionário do Ministério da Justiça no Império Russo. O seu pai, George Meller, era um sueco de origem nobre; a sua mãe, Helena Caruso, era metade italiana e metade grega, e também de uma família nobre
Em 1919 se casa com a também artista Nina Genke-Meller

## Educação
De 1903 a 1908, Meller estudou na Universidade de Kiev. Em 1905 visita Genebra, na Suíça, onde tem aulas de arte na escola particular de Franz Roubaud. Em 1908, por recomendação de Roubaud, continuou os seus estudos na escola particular de desenho e pintura de Heinrich Knirr em Munique, na Alemanha. Lá, Meller conheceu o seu colega estudante, Paul Klee, que o apresentou ao grupo Der Blaue Reiter.
Depois de se formar em direito na Universidade de Kiev, ele adquiriu uma educação artística na Academia de Belas Artes de Munique de 1908 a 1912. Entretanto V. Meller manteve contacto próximo com o grupo Der Blaue Reiter. Durante este tempo, ele também conheceu Wassily Kandinsky, de quem se tornou amigo.

## Trabalho
V.Meller começou a expor as suas obras depois de se mudar para Paris, onde ingressou na Société des Artistes Indépendants. Ao mesmo tempo, Vadim Meller era aluno de Antoine Bourdelle. Em 1912-1914, juntamente com Kazimir Malevich, Sonia Delaunay, Alexander Archipenko e Aleksandra Ekster, ele participou numa série de exposições (Salon des Indépendants, Spring Salon e Salon D 'Automne) ao lado de Pablo Picasso, Georges Braque e André Derain.
Depois de voltar para Kiev em 1915 ele trabalhou em cavalete e pintura monumental , design gráfico e figurino. A sua transição para a cenografia como principal campo de actividade artística deu-se nos anos pós-revolucionários. De 1918 a 1921, ele trabalhou com a cenógrafa e dançarina Bronislava Nijinska (irmã de Vaslav Nijinsky) no seu estúdio de balé. No final deste período tornou-se professor da Academia Nacional de Belas Artes e Arquitectura.
Em 1922, Les Kurbas convidou V. Meller para o recém-fundado teatro Berezil'.
Em 1925 V. Meller, juntamente com Sonia Terk, Alexandra Exter e Nathan Altman, participou na Exposition Internationale des Modernes (Art Deco) em Paris. Lá, Meller foi premiado com uma medalha de ouro pelo seu projecto cénico do teatro de Berezil. No mesmo ano, V.Meller participou na International Theatre Exposition de Nova York.
V. Meller tornou-se o líder do movimento do construtivismo no design teatral ucraniano.
Em 1928, Vadim Meller participou na International Press Exhibition Pressa Cologne, juntamente com El Lissitzky, Aleksandr Tyshler e Vasyl Yermylov.
V.Meller trabalhou como director interino do Instituto Monumental de Pintura e Escultura da Academia de Arquitectura da SSR Ucraniana (1946-1948), artista-chefe do Teatro de Comédia Musical de Kiev (1948-1953) e artista-chefe do Teatro Académico Franko Kiev (1953–1959).